# Dournazac
Dournazac est une commune française située dans le département de la Haute-Vienne, en région Nouvelle-Aquitaine.
Elle est intégrée au parc naturel régional Périgord-Limousin.

## Géographie

### Généralités

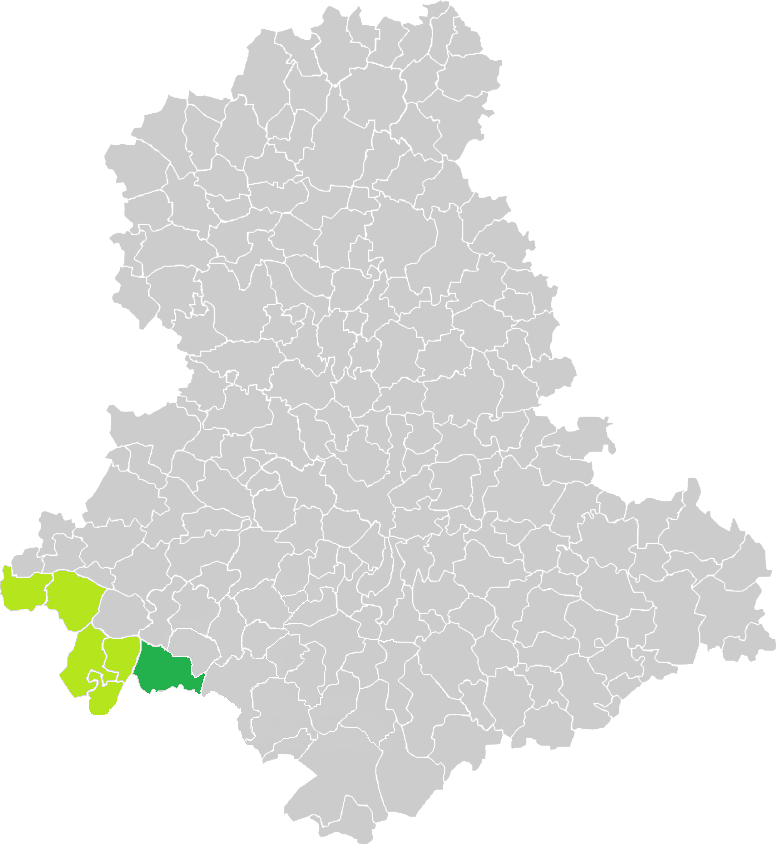
Situation de la commune de Dournazac en Haute-Vienne.

Dournazac, située six kilomètres à l'ouest de Châlus et 36 km au sud-ouest de Limoges, dispose d'un  territoire communal d'une superficie de 30 km2.
Ce territoire est traversé par plusieurs cours d'eau, dont le plus important est la Dronne.

### Communes limitrophes
Dournazac est limitrophe de six autres communes, dont deux dans le département de la Dordogne. Au nord-ouest, le territoire de la commune de Cussac n'est éloigné que de 150 mètres environ de celui de Dournazac.
Les communes limitrophes sont Champagnac-la-Rivière, Mialet, Firbeix, Bussière-Galant, Châlus et La Chapelle-Montbrandeix.
|                          | Champagnac-la-Rivière | Châlus          |
| La Chapelle-Montbrandeix | Dournazac             |                 |
| Mialet (Dordogne)        | Firbeix (Dordogne)    | Bussière-Galant |

### Climat
Pour des articles plus généraux, voir Climat de la Nouvelle-Aquitaine et Climat de la Haute-Vienne.
Historiquement, la commune est exposée à un climat océanique limousin.  
En 2020, Météo-France publie une typologie des climats de la France métropolitaine dans laquelle la commune est exposée à un climat océanique altéré et est dans la région climatique  Ouest et nord-ouest du Massif Central, caractérisée par une pluviométrie annuelle de 900 à 1 500 mm, maximale en automne et en hiver.
Pour la période 1971-2000, la température annuelle moyenne est de 11,4 °C, avec une amplitude thermique annuelle de 14,5 °C. Le cumul annuel moyen de précipitations est de 1 092 mm, avec 12,9 jours de précipitations en janvier et 8 jours en juillet. Pour la période 1991-2020, la température moyenne annuelle observée sur la station météorologique la plus proche, située sur la commune de Châlus à 6 km à vol d'oiseau, est de 11,8 °C et le cumul annuel moyen de précipitations est de 1 159,6 mm,. Pour l'avenir, les paramètres climatiques de la commune estimés pour 2050 selon différents scénarios d’émission de gaz à effet de serre sont consultables sur un site dédié publié par Météo-France en novembre 2022.

## Urbanisme

### Typologie
Au 1er janvier 2024, Dournazac est catégorisée commune rurale à habitat très dispersé, selon la nouvelle grille communale de densité à sept niveaux définie par l'Insee en 2022.
Elle est située hors unité urbaine et hors attraction des villes,.

### Occupation des sols
L'occupation des sols de la commune, telle qu'elle ressort de la base de données européenne d’occupation biophysique des sols Corine Land Cover (CLC), est marquée par l'importance des territoires agricoles (53,1 % en 2018), une proportion sensiblement équivalente à celle de 1990 (52,4 %). La répartition détaillée en 2018 est la suivante : 
forêts (44,8 %), zones agricoles hétérogènes (30,2 %), prairies (20,6 %), terres arables (2,3 %), zones urbanisées (1,2 %), milieux à végétation arbustive et/ou herbacée (0,9 %). L'évolution de l’occupation des sols de la commune et de ses infrastructures peut être observée sur les différentes représentations cartographiques du territoire : la carte de Cassini (XVIIIe siècle), la carte d'état-major (1820-1866) et les cartes ou photos aériennes de l'IGN pour la période actuelle (1950 à aujourd'hui).

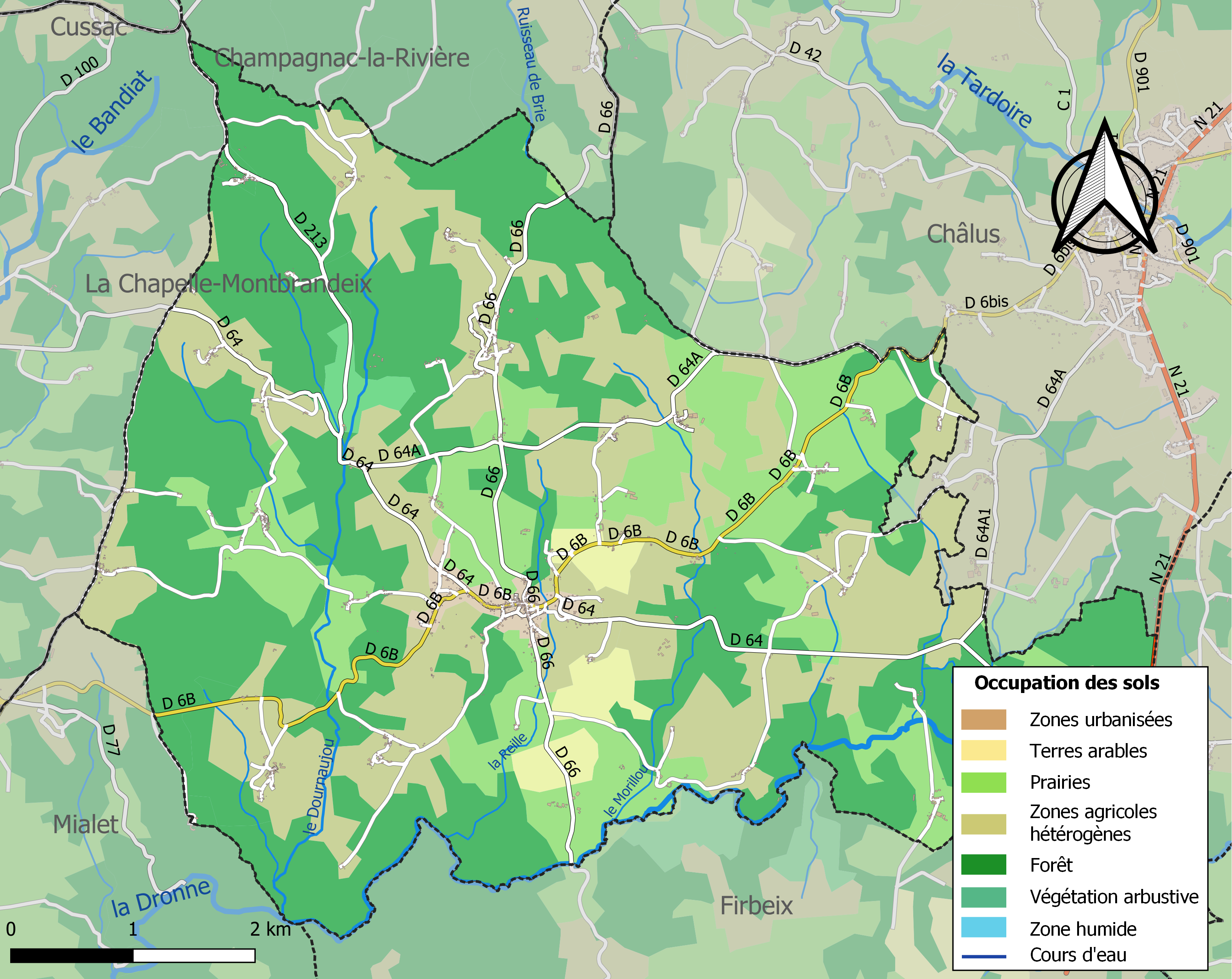
Carte des infrastructures et de l'occupation des sols de la commune en 2018 (CLC).

### Risques majeurs
Le territoire de la commune de Dournazac est vulnérable à différents aléas naturels : météorologiques (tempête, orage, neige, grand froid, canicule ou sécheresse) et séisme (sismicité faible). Il est également exposé à un risque particulier : le risque de radon. Un site publié par le BRGM permet d'évaluer simplement et rapidement les risques d'un bien localisé soit par son adresse soit par le numéro de sa parcelle.

#### Risques naturels

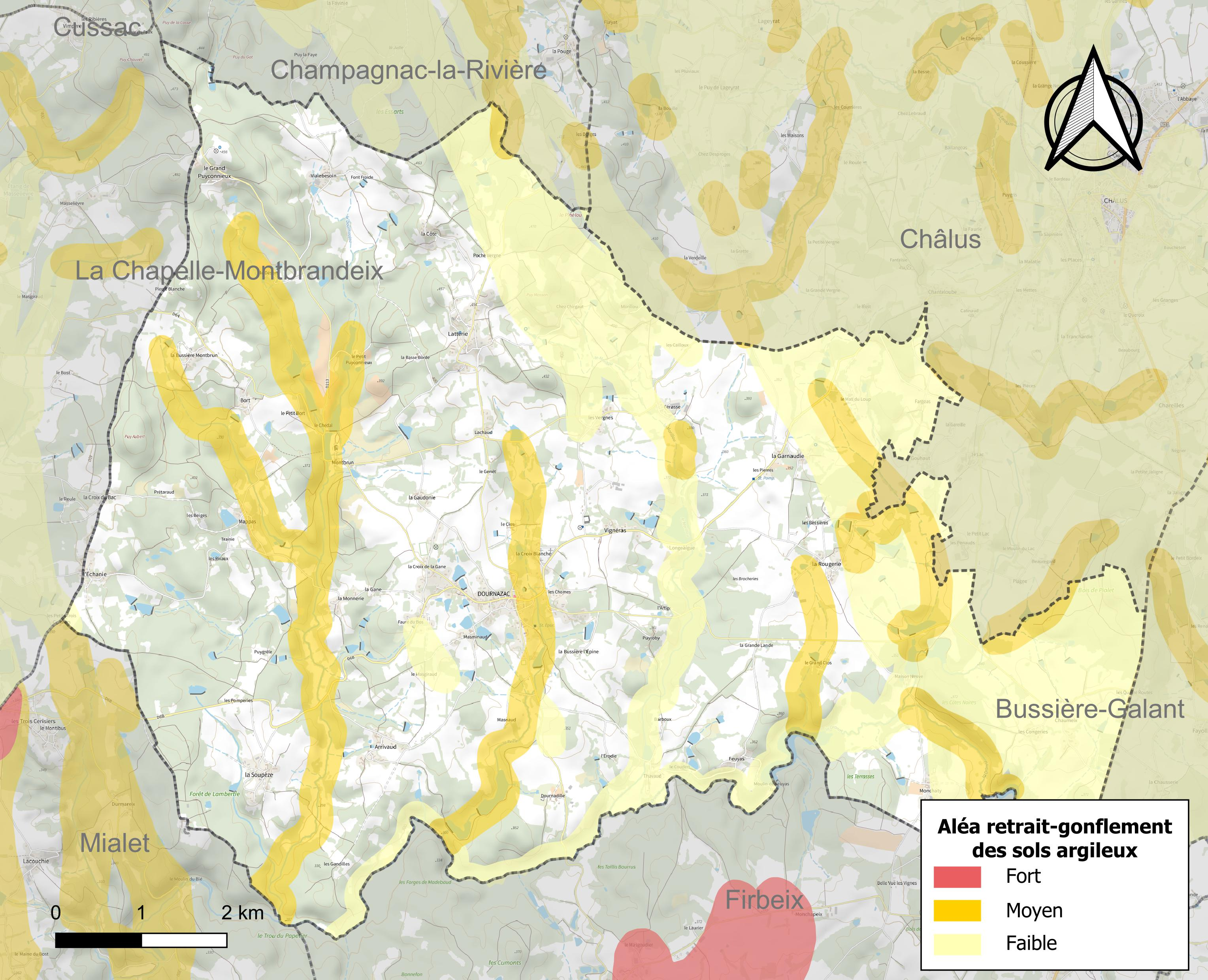
Carte des zones d'aléa retrait-gonflement des sols argileux de Dournazac.

Le retrait-gonflement des sols argileux est susceptible d'engendrer des dommages importants aux bâtiments en cas d’alternance de périodes de sécheresse et de pluie. 15 % de la superficie communale est en aléa moyen ou fort (27 % au niveau départemental et 48,5 % au niveau national métropolitain). Depuis le 1er octobre 2020, en application de la loi ÉLAN, différentes contraintes s'imposent aux vendeurs, maîtres d'ouvrages ou constructeurs de biens situés dans une zone classée en aléa moyen ou fort,.
La commune a été reconnue en état de catastrophe naturelle au titre des dommages causés par les inondations et coulées de boue survenues en 1982 et 1999 et par des mouvements de terrain en 1999.

#### Risque particulier
Dans plusieurs parties du territoire national, le radon, accumulé dans certains logements ou autres locaux, peut constituer une source significative d’exposition de la population aux rayonnements ionisants. Selon la classification de 2018, la commune de Dournazac est classée en zone 3, à savoir zone à potentiel radon significatif.

## Toponymie
En occitan, la commune se nomme Dornasac.

## Histoire
Lors du siège du château de Châlus-Chabrol, et la mort de Richard Cœur de Lion, Pierre Basile, qui décocha le carreau d'arbalète mortel, était accompagné d'un autre chevalier limousin, Pierre Brun, seigneur de Montbrun.

## Politique et administration
| Période                                  | Période    | Identité         | Étiquette | Qualité                        |
| ---------------------------------------- | ---------- | ---------------- | --------- | ------------------------------ |
| Les données manquantes sont à compléter. |            |                  |           |                                |
|                                          |            |                  |           |                                |
| 1913                                     | 1919       | Lafarge          |           |                                |
| décembre 1919                            | 1940       | Jean Chatenet    | PCF       |                                |
|                                          |            |                  |           |                                |
| 1944                                     | 1953       | Jean Rebeix      |           |                                |
| mai 1953                                 | 1975       | Adolphe Navaud   |           |                                |
| décembre 1975                            | juin 1995  | Marcel Siardet   |           |                                |
| juin 1995                                | mars 2008  | Jean Meynard     | PCF       | Conseiller général (1982-1988) |
| mars 2008                                | avril 2014 | Alice Bercheny   | PS        |                                |
| avril 2014 (réélu en mai 2020)           | En cours   | Christian Bonnat |           | Vétérinaire                    |

Bien que relevant du canton de Saint-Mathieu, Dournazac fait partie de la communauté de communes des Monts de Châlus.

## Population et société

### Démographie
Les habitants de Dournazac s'appellent les Dournazacois et les Dournazacoises.

L'évolution du nombre d'habitants est connue à travers les recensements de la population effectués dans la commune depuis 1793. Pour les communes de moins de 10 000 habitants, une enquête de recensement portant sur toute la population est réalisée tous les cinq ans, les populations de référence des années intermédiaires étant quant à elles estimées par interpolation ou extrapolation. Pour la commune, le premier recensement exhaustif entrant dans le cadre du nouveau dispositif a été réalisé en 2004.

En 2022, la commune comptait 669 habitants, en évolution de +2,92 % par rapport à 2016 (Haute-Vienne : −0,68 %, France hors Mayotte : +2,11 %).
| 1793  | 1800  | 1806  | 1821  | 1831  | 1836  | 1841  | 1846  | 1851  |
| ----- | ----- | ----- | ----- | ----- | ----- | ----- | ----- | ----- |
| 1 560 | 1 859 | 1 997 | 1 983 | 2 291 | 2 308 | 2 295 | 2 407 | 2 355 |

| 1856  | 1861  | 1866  | 1872  | 1876  | 1881  | 1886  | 1891  | 1896  |
| ----- | ----- | ----- | ----- | ----- | ----- | ----- | ----- | ----- |
| 2 252 | 2 265 | 2 223 | 2 043 | 2 092 | 2 124 | 2 460 | 2 498 | 2 494 |

| 1901  | 1906  | 1911  | 1921  | 1926  | 1931  | 1936  | 1946  | 1954  |
| ----- | ----- | ----- | ----- | ----- | ----- | ----- | ----- | ----- |
| 2 508 | 2 503 | 2 332 | 2 122 | 2 002 | 1 783 | 1 721 | 1 546 | 1 414 |

| 1962  | 1968  | 1975  | 1982 | 1990 | 1999 | 2004 | 2006 | 2009 |
| ----- | ----- | ----- | ---- | ---- | ---- | ---- | ---- | ---- |
| 1 257 | 1 138 | 1 006 | 851  | 810  | 728  | 710  | 709  | 674  |

| 2014 | 2019 | 2022 | - | - | - | - | - | - |
| ---- | ---- | ---- | - | - | - | - | - | - |
| 641  | 671  | 669  | - | - | - | - | - | - |

### Manifestations culturelles et festivités

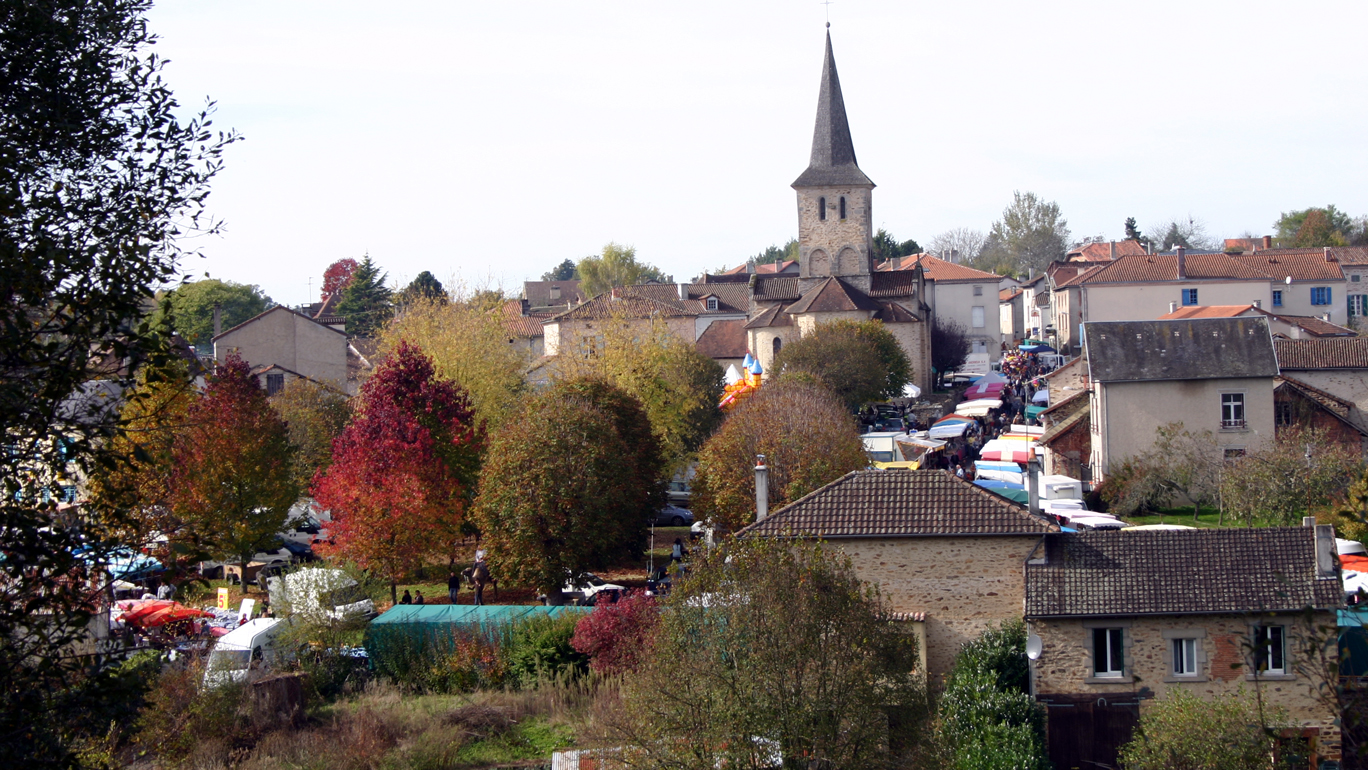
Dournazac, le jour de la fête de la châtaigne.

La fête de la châtaigne de Dournazac, le dernier dimanche d'octobre, attire dans les monts de Châlus une imposante fréquentation, autour de la célébration du terroir limousin et de son fruit emblématique.

## Culture locale et patrimoine

### Lieux et monuments

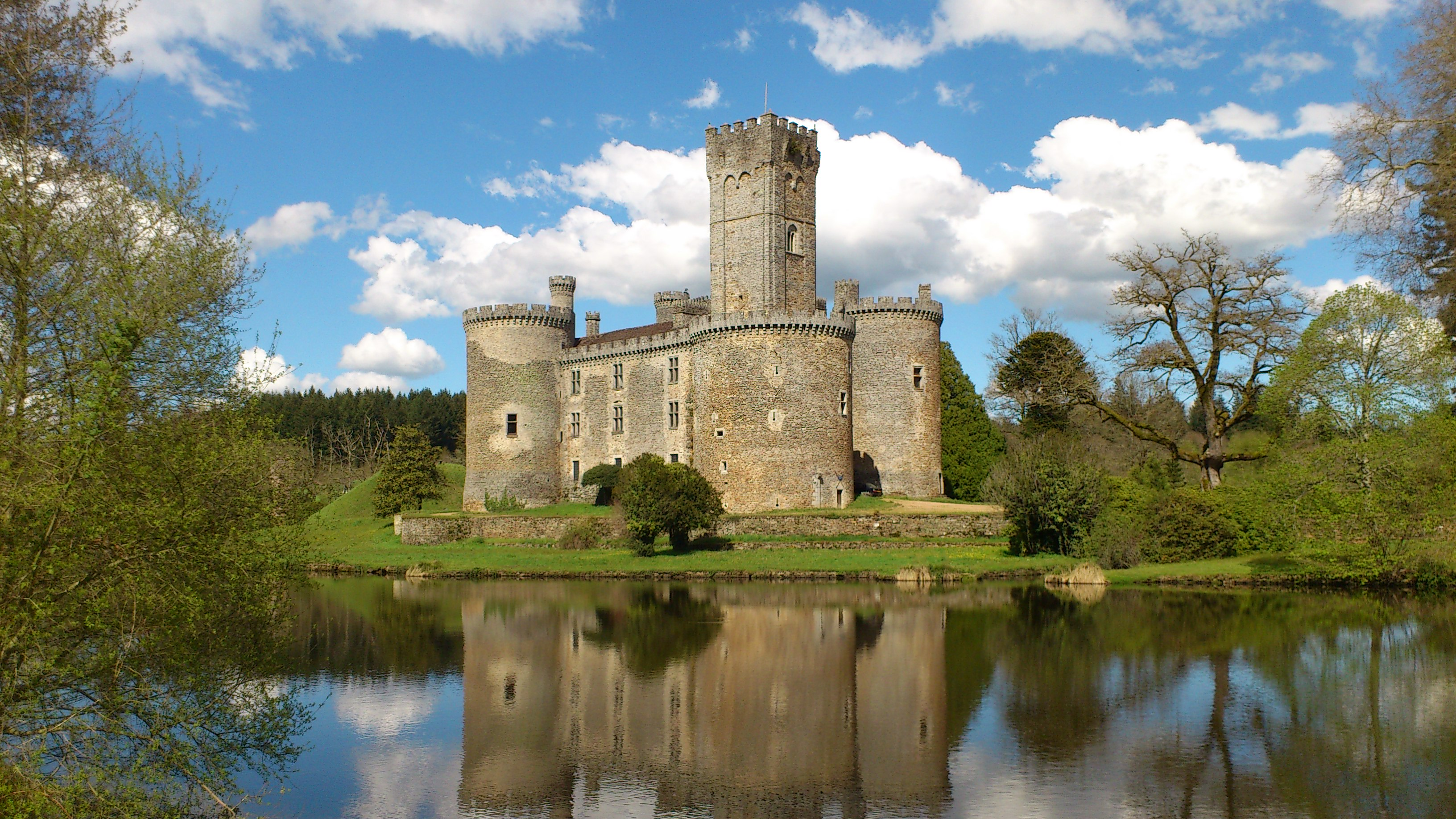
Le château de Montbrun.

- L'église Saint-Sulpice[28] XIIe siècle. L'édifice a été inscrit au titre des monuments historique en 1926[28].
- Le château de Montbrun[29], XIIe – XIVe siècle.
- L’abbaye de Thavaud, XIIe siècle.
- La commune comprend aussi un souterrain répertorié qui a fait l'objet de fouilles orientées sur le Moyen Âge[30]. Ce site est à 180 m au nord de la D 64 le long de la limite de commune avec La Chapelle, et à 500 m au nord-est du site gallo-romain Les Couvents sur cette dernière commune.
- Le Grand Puyconnieux, point culminant des environs (498 m), site inscrit.

### Patrimoine naturel
Dournazac est entièrement incluse dans la  « zone tampon » de la vaste « réserve de biosphère du bassin de la Dordogne », un espace protégé et géré Natura 2000 (5 070 km2).
Elle fait également partie du parc naturel régional Périgord-Limousin.
La ZNIEFF continentale de type 1 du « bois des Essarts », soit 702,41 hectares, concerne Châlus, Champagnac-la-Rivière, La Chapelle-Montbrandeix, Cussac et Dournazac. Elle comprend l'étang de Masselièvre à l'ouest (sur La Chapelle) et le ruisseau de Brie à l'est (sur Champagnac). Entre les deux, une vieille châtaigneraie intéressante pour les insectes saproxyliques qu'elle abrite.
La commune comprend aussi un site d'intérêt communautaire (SIC) dans le cadre de la directive Habitat : la zone spéciale de conservation (ZSC) du réseau hydrographique de la Haute Dronne, qui couvre le cours d'eau de sa source à Saint-Pardoux-la-Rivière.

### Personnalités liées à la commune
- Gina Palerme, actrice dont le père, le baron Aymard de Maulmont, est établi à la fin du XIXe siècle au Mas du Loup, et la mère, Antoinette Gazenaud, est receveuse des postes à Dournazac.

### Héraldique
|  | Les armoiries de Dournazac se blasonnent ainsi : De sinople au châtaignier d'or fruité du même; mantelé d'azur à une plane d'argent, emmanchée au naturel, posée en fasce les poignées vers la pointe. |

### Étape
Le GR 4 qui va de Royan à Grasse traverse l'ouest de la commune. Il est commun avec le GR 654, chemin de Saint-Jacques (voie de Vézelay).

## Pour approfondir